# تونس في ألعاب عموم إفريقيا 2015
تشارك تونس في ألعاب عموم أفريقيا 2015 التي تقام في برازافيل في جمهورية الكونغو. تشارك تونس ب111 رياضيا في 14 رياضة بالإضافة إلى رياضات ذوي الاحتياجات الخاصة.

يتكون الوفد الرسمي التونسي للألعاب من 158 شخص: 111 رياضي (منهم 61 ذكور و50 إناث) و47 بين طاقم فني وإداري (34 فني و7 شخصيات رسمية و6 من الوفد الطبي).

## قائمة الميداليات
| الرياضة          | ذهب | فضة | برونز | المجموع |
| كرة طائرة شاطئية |     |     |       |         |
| ركوب الدراجات    |     |     |       |         |
| كاراتيه          |     |     | 3     | 3       |
| الجودو           | 2   | 6   | 5     | 13      |
| كرة طاولة        |     |     |       |         |
| الجمباز          |     |     | 2     | 2       |
| رفع الأثقال      | 8   | 5   | 5     | 18      |
| تايكوندو         | 1   | 2   | 4     | 7       |
| مبارزة سيف الشيش | 4   | 4   | 2     | 10      |
| الملاكمة         | 1   | 1   | 1     | 3       |
| السباحة          |     | 2   | 10    | 12      |
| ألعاب القوى      | 1   | 1   | 2     | 4       |
| المصارعة         | 2   | 3   | 5     | 10      |
| كرة المضرب       |     |     |       |         |
| المجموع          | 30  | 26  | 38    | 94      |

| الرياضة        | ذهب | فضة | برونز | المجموع |
| ألعاب المعوقين | 4   | 2   | 3     | 9       |
| المجموع        | 4   | 2   | 3     | 9       |

## ركوب الدراجات

### رجال
| المسابقة                   | الذهبية           | الفضية       | البرونزية   |
| -------------------------- | ----------------- | ------------ | ----------- |
| فردي ضد الساعة (11 سبتمبر) | إميرون تشوم هاغوس | قوستاف باسون | عادل برباري |
| فردي طويل (13 سبتمبر)      | جانفيي هادي       | راينار بوتلر | عادل برباري |

- في سباق فردي ضد الساعة حصل رافع الشتيوي على المركز الرابع و حصل علي النويصري على المركز الثاني عشر.
- في السباق الطويل فردي انسحب المتسابقان التونسيان رافع الشتيوي و علي النويصري أثناء السباق.

## كاراتيه

### رجال
| المسابقة                         | الذهبية          | الفضية              | البرونزية                    |
| -------------------------------- | ---------------- | ------------------- | ---------------------------- |
| كوميتيه -60 كغ للرجال (7 سبتمبر) | إينوسينت أوكيمبا | عبد الكريم بوعمارية | بالونجيل نغكوفي نادر العزوزي |

### سيدات
| المسابقة                          | الذهبية       | الفضية     | البرونزية                         |
| --------------------------------- | ------------- | ---------- | --------------------------------- |
| كوميتيه -61 كغ للسيدات (8 سبتمبر) | جيانا لطفي    | سعيدة جدرة | روزين جوال تشوياكو بثينة الحسناوي |
| كوميتيه +68 كغ للسيدات (8 سبتمبر) | مام فاتو تياو | إيمان عطيف | نينا يولو فاتن عيسى               |

## الجودو

### رجال
| المسابقة            | الذهبية          | الفضية       | البرونزية                     |
| ------------------- | ---------------- | ------------ | ----------------------------- |
| -60 كغ (13 سبتمبر)  | أحمد عبد الرحمان | كمال هارون   | فرج الذويبي ناير غارسيا بيدرو |
| -81 كغ (14 سبتمبر)  | محمد عبد العال   | كيبيكاي بول  | عبد العزيز بن عمار علي حازم   |
| -100 كغ (14 سبتمبر) | إلياس بويعقوب    | أنيس بن خالد | بوبكر ماني سايدو نجي مولوه    |

### سيدات
| المسابقة           | الذهبية        | الفضية       | البرونزية                             |
| ------------------ | -------------- | ------------ | ------------------------------------- |
| -48 كغ (13 سبتمبر) | صبرينا سعيدي   | ألفة سعودي   | تاسيانا ليما فاطمة بشير               |
| -52 كغ (13 سبتمبر) | جازية حداد     | هالة العياري | فرانكا أودو ساليماتا فوفانا           |
| -63 كغ (13 سبتمبر) | هيلين وزو دمبو | سعاد بلكحل   | سزاندرا سزوغيدي مريم بجاوي            |
| -78 كغ (14 سبتمبر) | كوثر أولال     | سارة مزوغي   | إبيري ريتا هورتونس فان مبالا أتانغانا |
| -70 كغ (14 سبتمبر) | نهال بوشوشة    | هدى ميلاد    | عائشة بن عبد الرحمان أنطونيا موريرا   |

## الجمباز

### سيدات
| المسابقة                       | الذهبية | الفضية | البرونزية                                         |
| ------------------------------ | ------- | ------ | ------------------------------------------------- |
| الحركات الإيقاعية (8 سبتمبر)   |         |        | ميساء الغزواني                                    |
| جمباز أيروبيكس فردي (8 سبتمبر) |         |        | أميمة حلاوي                                       |
| فريق مختلط (8 سبتمبر)          |         |        | تونس · ميساء الغزواني · أماني الذوادي · لطفي نضال |

## رفع الأثقال

### رجال
| المسابقة                                   | الذهبية       | الفضية              | البرونزية               |
| ------------------------------------------ | ------------- | ------------------- | ----------------------- |
| رفع الأثقال في الخطف وزن 56 كلغ (7 سبتمبر) | أمين بوحجبة   | عمر الفني           | ايريك أندريانتسيتوهاينا |
| رفع الأثقال في النتر وزن 56 كلغ (7 سبتمبر) | أمين بوحجبة   | رازاك تانيموو       | ايريك أندريانتسيتوهاينا |
| رفع الأثقال المجموع وزن 56 كلغ (7 سبتمبر)  | أمين بوحجبة   | رازاك تانيموو       | ايريك أندريانتسيتوهاينا |
| رفع الأثقال في الخطف وزن 69 كلغ (8 سبتمبر) | كارم بن هنية  | آيانوا ينكا         | آديمولا جوهن أوجيني     |
| رفع الأثقال في النتر وزن 69 كلغ (8 سبتمبر) | كارم بن هنية  | آيانوا ينكا         | آديمولا جوهن أوجيني     |
| رفع الأثقال المجموع وزن 69 كلغ (8 سبتمبر)  | كارم بن هنية  | آيانوا ينكا         | آديمولا جوهن أوجيني     |
| رفع الأثقال في الخطف وزن 77 كلغ (9 سبتمبر) | رامي البهلول  | مامدوم ديكسون سلدوم | هاني معتوق الشريدي      |
| رفع الأثقال في النتر وزن 77 كلغ (9 سبتمبر) | ابراهيم رمضان | رامي البهلول        | مامدوم ديكسون سلدوم     |
| رفع الأثقال المجموع وزن 77 كلغ (9 سبتمبر)  | رامي البهلول  | مامدوم ديكسون سلدوم | هاني معتوق الشريدي      |

### سيدات
| المسابقة                                     | الذهبية        | الفضية      | البرونزية   |
| -------------------------------------------- | -------------- | ----------- | ----------- |
| رفع الأثقال في الخطف وزن - 48 كلغ (8 سبتمبر) | هبة صالح       | زهرة الشيحي | مونيكا أواه |
| رفع الأثقال في النتر وزن - 48 كلغ (8 سبتمبر) | هبة صالح       | مونيكا أواه | زهرة الشيحي |
| رفع الأثقال المجموع وزن - 48 كلغ (8 سبتمبر)  | هبة صالح       | مونيكا أواه | زهرة الشيحي |
| رفع الأثقال في الخطف وزن -75 كلغ (11 سبتمبر) | بيلكيس أبيودون | غادة حسين   | دينا خالد   |
| رفع الأثقال في النتر وزن -75 كلغ (11 سبتمبر) | بيلكيس أبيودون | غادة حسين   | دينا خالد   |
| رفع الأثقال المجموع وزن -75 كلغ (11 سبتمبر)  | بيلكيس أبيودون | غادة حسين   | دينا خالد   |
| رفع الأثقال في الخطف وزن +75 كلغ (12 سبتمبر) | شيماء خلف      | مريم أوصمان | يسرا ذياب   |
| رفع الأثقال في النتر وزن +75 كلغ (12 سبتمبر) | شيماء خلف      | مريم أوصمان | يسرا ذياب   |
| رفع الأثقال المجموع وزن +75 كلغ (12 سبتمبر)  | شيماء خلف      | مريم أوصمان | يسرا ذياب   |

## تايكوندو

### رجال
| المسابقة            | الذهبية         | الفضية         | البرونزية                       |
| ------------------- | --------------- | -------------- | ------------------------------- |
| -54 كلغ (16 سبتمبر) | معاذ نبيل       | مصطفى كاما     | الهادي النفاتي ألهودورو مايغا   |
| -63 كلغ (16 سبتمبر) | يوس علي         | سامسون ادوين   | وحيد البريكي عمر سيسوكو         |
| -68 كلغ (16 سبتمبر) | غفران زكي       | بللا دياي      | سيف الدين الطرابلسي مارك مبومبو |
| -80 كلغ (17 سبتمبر) | شيخ صالح سيسي   | أسامة الوسلاتي | غورام كاري طه الأسود            |
| -87 كلغ (17 سبتمبر) | ياسين الطرابلسي | دافيد أدجيتاي  | عبد الرحمان الجوهري سايدو غباني |

### سيدات
| المسابقة           | الذهبية         | الفضية        | البرونزية                           |
| ------------------ | --------------- | ------------- | ----------------------------------- |
| -46 كغ (16 سبتمبر) | ناردوس شيفرا    | ادية الفرحاني | آية علي الروبي بوما فرميتا كوليبالي |
| -53 كغ (16 سبتمبر) | رضوى عبد القادر | شينازوم نووزو | رحمة بن علي دانيلا بلهام            |

## مبارزة سيف الشيش

### رجال
| المسابقة                          | الذهبية                                                          | الفضية                                                   | البرونزية                                                          |
| --------------------------------- | ---------------------------------------------------------------- | -------------------------------------------------------- | ------------------------------------------------------------------ |
| فردي السيف للرجال (2 سبتمبر)      | فارس الفرجاني                                                    | هشام الصمندي                                             | زياد السيسي أحمد إيهاب                                             |
| سلاح الشيش للرجال (3 سبتمبر)      | علاء الدين أبو القاسم                                            | رومان جيلتي                                              | محمد عصام محمد أيوب الفرجاني                                       |
| فريق السيف للرجال (5 سبتمبر)      | مصر · أحمد أهر · أحمد إيهاب · زياد السيسي · مهاب سامر            | تونس · فارس الفرجاني · صهيف السكراني · هشام الصمندي      | السنغال · الحسن با · مصطفى دياني · إبراهيما كونتي                  |
| فريق سلاح الشيش للرجال (6 سبتمبر) | مصر · علاء الدين أبو القاسم · مروان أحمد · طارق عياد · محمد عصام | تونس · محمد أيوب الفرجاني · محمد عزيز المطوي · فارس زيدي | الجزائر · رومان جيلتي · سليم هروي · يانيس باتيست مابيد · يوسف مادي |

### سيدات
| المسابقة                           | الذهبية                                                                  | الفضية                                                                      | البرونزية                                                        |
| ---------------------------------- | ------------------------------------------------------------------------ | --------------------------------------------------------------------------- | ---------------------------------------------------------------- |
| سلاح الشيش للسيدات (2 سبتمبر)      | إيناس بوبكري                                                             | هيفاء جبري                                                                  | أنيسة الخلفاوي هديل الشركاوي                                     |
| فردي السيف للسيدات (3 سبتمبر)      | سارة بسباس                                                               | أية مهدي                                                                    | ناردين إيهاب نورهان دسوقي                                        |
| فريق سلاح الشيش للسيدات (5 سبتمبر) | تونس · درة بن جاب الله · سارة بسباس · إيناس بوبكري · هيفاء الجابري       | الجزائر · ناريمان الهواري · أنيسة الخلفاوي · لويزة الخلفاوي · خديجة زيرابيب | مصر · هديل الشركاوي · يارا الشركاوي · نورة محمد · عائدة ياسر     |
| فريق السيف للسيدات (5 سبتمبر)      | جنوب إفريقيا · جوليانا باريت · تمرين كارفوت · أفيوي توكو · جيسال فيكاتوس | مصر · نورهان دسوقي · ناردين إيهاب · شيرويت جابر · أية مهدي                  | تونس · درة بن جاب الله · سارة بسباس · نسرين غريب · مايا المنصوري |

## الملاكمة

### رجال
| المسابقة          | الذهبية    | الفضية     | البرونزية |
| ----------------- | ---------- | ---------- | --------- |
| 56 كغ (13 سبتمبر) | بلال محمدي | خليل ليتيم | -         |

### سيدات
| المسابقة          | الذهبية         | الفضية        | البرونزية                    |
| ----------------- | --------------- | ------------- | ---------------------------- |
| 51 كغ (13 سبتمبر) | سهيلة بوشان     | كارولين لينوس | ريم الجويني زيكوبو باتابيل   |
| 56 كغ (13 سبتمبر) | أوباريه كيهيندي | خلود الحليمي  | إلهام مخلد أيات آل سعيد محمد |

## السباحة

### رجال
| المسابقة                             | الذهبية              | الفضية        | البرونزية      |
| ------------------------------------ | -------------------- | ------------- | -------------- |
| 100 متر سباحة الصدر (6 سبتمبر)       | كاميرون فان دير بورغ | يوسف الكماش   | وسيم اللومي    |
| 200 متر سباحة حرة (6 سبتمبر)         | ديفون براون          | مروان الكماش  | أحمد المثلوثي  |
| 50 متر سباحة الصدر (7 سبتمبر)        | كاميرون فان دير بورغ | يوسف الكماش   | وسيم اللومي    |
| 200x4 متر سباحة حرة تتابع (8 سبتمبر) | جنوب إفريقيا         | مصر           | تونس           |
| 400 متر سباحة حرة (9 سبتمبر)         | أحمد أكرم            | ديفون براون   | أحمد المثلوثي  |
| 200 متر سباحة الصدر (9 سبتمبر)       | أيرتون سويني         | وسيم اللومي   | يوسف الكماش    |
| 1500 متر سباحة حرة (10 سبتمبر)       | أحمد أكرم            | أحمد المثلوثي | برينت سزوردوكي |
| 200x4 متر سباحة (11 سبتمبر)          | ديفون براون          | محمد خالد     | أحمد المثلوثي  |
| 100x4 متر 4 سباحات تتابع (11 سبتمبر) | جنوب إفريقيا         | مصر           | تونس           |

### سيدات
| المسابقة                             | الذهبية           | الفضية        | البرونزية |
| ------------------------------------ | ----------------- | ------------- | --------- |
| 100x4 متر سباحة حرة تتابع (8 سبتمبر) | جنوب إفريقيا      | مصر           | تونس      |
| 200 متر سباحة الظهر (11 سبتمبر)      | كيرستي كوفنتري لي | كارين برينسلو | ريم ونيش  |
| 100x4 متر 4 سباحات تتابع (11 سبتمبر) | جنوب إفريقيا      | مصر           | تونس      |

## ألعاب القوى

### رجال
| المسابقة                  | الذهبية          | الفضية         | البرونزية   |
| ------------------------- | ---------------- | -------------- | ----------- |
| 400 م حواجز (16 سبتمبر)   | عبد المالك لحولو | ميلود الرحماني | محمد الصغير |
| القفز بالزانة (16 سبتمبر) | هشام خليل شرابي  | جوردان ياموا   | محمد رمضانا |

### سيدات
| المسابقة                  | الذهبية      | الفضية     | البرونزية     |
| ------------------------- | ------------ | ---------- | ------------- |
| القفز بالزانة (14 سبتمبر) | سيرين إبوندو | درة محفوظي | سينالي واتارا |

## المصارعة

### رجال مصارعة رومانية
| المسابقة           | الذهبية         | الفضية      | البرونزية                        |
| ------------------ | --------------- | ----------- | -------------------------------- |
| 130 كغ (16 سبتمبر) | عبد اللطبف منيع | أندريس شوته | رضوان الشابي هولين مكانغا أوشينغ |

### رجال مصارعة حرة
| المسابقة           | الذهبية           | الفضية          | البرونزية                  |
| ------------------ | ----------------- | --------------- | -------------------------- |
| -57 كغ (18 سبتمبر) | آداما دياتا       | شاذلي المثلوثي  | عبد الحق خرباشي            |
| -70 كغ (18 سبتمبر) | اياد إبراهيم خليل | محمد علي بلعايش | محمد بودرعة بوبامبا ديدو   |
| -86 كغ (18 سبتمبر) | محمد زغلول        | محمد السعداوي   | شيخ تيديان نيانغ ديك أديبو |
| 125 كغ (18 سبتمبر) | سليم الطرابلسي    | سينيفي بولتيك   | فود صار ضياء الدين جودة    |

### سيدات
| المسابقة           | الذهبية            | الفضية              | البرونزية                    |
| ------------------ | ------------------ | ------------------- | ---------------------------- |
| -48 كغ (17 سبتمبر) | جينيزيس مارسي      | ريبيكا ندولو موامبو | مريم المزياني                |
| -55 كغ (17 سبتمبر) | باسيونس أوبوان     | جان ماسي كويتزر     | ريم العياري بينتا دياتا      |
| -58 كغ (17 سبتمبر) | أمينات أدينييي     | صافيتو غوديابي      | ماندونوال مبوما مروى العامري |
| -60 كغ (17 سبتمبر) | هالة الريابي       | ايبي جامس           | حبيبة طارق فتحي              |
| -63 كغ (17 سبتمبر) | بلاسينغ أوبورودودو | بوت اينيليان ايتان  | سيرين العيساوي آنتا صامبو    |

## كرة المضرب

### سيدات
| المسابقة         | الذهبية              | الفضية                  | البرونزية                                                    |
| ---------------- | -------------------- | ----------------------- | ------------------------------------------------------------ |
| فردي (18 سبتمبر) | صاندرا سمير          | زاره رازافيمهاتراترا    | فاليريا بهونو                                                |
| زوجي (16 سبتمبر) | علاء زكي صاندرا سمير | دونا أبوحبقة مورة اسحاق | فاليريا بهونو بولين شاوافامبيرا ميليسا ايفيدزان ايليزابت بام |

- انسحبت المشاركتان التونسيتان أنس جابر و نور عباس بالغياب من المسابقتين

## ألعاب بارالمبية(ذوي الاحتياجات الخاصة)

### رجال
| المسابقة                      | الذهبية       | الفضية            | البرونزية     |
| ----------------------------- | ------------- | ----------------- | ------------- |
| 100 م (تي 54) (14 سبتمبر)     | فتحي الزوينخي | بوتسيو نكغبي      | معمر حراشيف   |
| 400 م (تي 12) (16 سبتمبر)     | هانري نزونجي  | أشرف لحول         | باتي ميجيريسا |
| 800 م (تي 54) (15 سبتمبر)     | ياسين الغربي  | باتريك ياو أوبينغ | فتحي الزوينخي |
| 1500 م (تي 53-54) (16 سبتمبر) | ياسين الغربي  | باتريك ياو أوبينغ | فتحي الزوينخي |

### سيدات
| المسابقة                         | الذهبية                 | الفضية             | البرونزية     |
| -------------------------------- | ----------------------- | ------------------ | ------------- |
| 200 م (تي 12) (15 سبتمبر)        | إدميلسا لوسيانو غوفيرنو | ماريا إليسا موشافو | نجاح شوية     |
| 100 م (تي 37) (17 سبتمبر)        | جوهانا بنسون            | ندى الباهي         | -             |
| رمي الرمح (تي 53-56) (17 سبتمبر) | هنية العايدي            | فلورا أوغونا       | مريم كوليبالي |

## مقالات ذات صلة
- ألعاب عموم أفريقيا 2015
- تونس في ألعاب عموم أفريقيا

## روابط خارجية
- التركيبة العددية للوفد التونسي المشارك في الألعاب الأفريقية الحادية عشرة 2015، وزارة الشباب والرياضة التونسية، 2015
- القائمة الإسمية للوفد التونسي المشارك في الألعاب الأفريقية الحادية عشرة 2015، وزارة الشباب والرياضة التونسية، 2015